# Rio Latorica
O rio Latorica (em húngaro:  Latorca; em eslovaco:  Latorica, pronunciado: Latoritsa; em ucraniano:  Латориця, translit.: Latorytsia) é um rio da bacia hidrográfica do rio Danúbio. A sua nascente está nos Cárpatos da Ucrânia (Cárpatos Orientais), perto da aldeia de Latirka. Corre pela Ucrânia (156.6 km) até à Eslováquia (31,4 km), tendo 188 km de extensão total e segue para oeste passando por Svaliava, Mukachevo, Solomonovo, Chop e Velke Kapusany. A sua bacia tem 7740 km2. A sua confluência com o rio Ondava, em Zemplín, dá origem ao rio Bodrog, que é um afluente do rio Tisza e este, por sua vez, afluente do rio Danúbio.
Uma parte da sua bacia (Área de Paisagem Protegida de Latorica), está listada como sítio Ramsar, com área de 44,05 km², desde 1993.